# Залеман, Карл Иоганн
Карл Иоганн Залеман (нем. Karl Johann Salemann; 25 октября [5 ноября] 1769, Ревель — 29 января [10 февраля] 1843, там же) — остзейский адвокат, государственный деятель Российской империи, бургомистр Ревеля; отец скульптора Роберта Залемана.

## Биография
Родился в Ревеле 25 октября (5 ноября) 1769 года. Отец — торговец в Ревеле Николаус Залеман (1727—?). Родоначальником немецко-балитийской семьи Залеманов был лютеранский пастор, а также писатель и переводчик Георг Залеман.
В 1780—1787 годах учился в Ревельской гимназии. Затем изучал право и филологию в Йенском университете, который окончил в 1790 году и вернулся в Ревель.
С 1790 года работал адвокатом и частным учителем. В 1790 году вступил в масонскую ложу «Изида», основанную П.-Б. Рейхелем в 1772 году.
В 1797 году он стал секретарём Купеческой гильдии, а в 1804 году секретарём городского суда[уточнить]. С 1808 года снова работал адвокатом.
С 1813 года — ратман. В 1817 году впервые избран бургомистром Ревеля и затем неоднократно переизбирался на эту должность. с 1820 года был также синдиком.
С 1813 года Залеман был секретарём, а затем директором Эстонского отделения Российского библейского общества. Он был также президентом городской консистории и основателем приюта Мартина Лютера в Ревеле. Дом Салемана был культурным центром Ревеля.
Умер в Ревеле 29 января (10 февраля) 1843 года.

## Семья
Женился 20 января 1794 года на своей кузине Анне Доротее Люткенс(16.02.1770-?), от которой у него было 10 детей и в их числе:
- Paul Karl Nicolaus (1796—1828)
- Герман (1808—1887)
- Роберт Иоганн (Роман Карлович) (1813—1874)